# NGC 6048
NGC 6048 is een elliptisch sterrenstelsel in het sterrenbeeld Kleine Beer. Het hemelobject werd op 6 mei 1791 ontdekt door de Duits-Britse astronoom William Herschel.

## Synoniemen
- UGC 10124
- MCG 12-15-38
- ZWG 338.32
- PGC 56484